# Улица Леси Украинки (Луцк)
Улица Леси Украинки (укр. Вулиця Лесі Українки) — центральная пешеходная улица в Луцке, которая тянется от площади Братский Мост пересекает улицы Сенаторки Левчановской, Кривой Вал, Пушкина, Крылова, Градный Спуск и выходит к Театральной площади в центре города. Длина улицы Леси Украинки — 730 м. Зародившись ещё в эпоху средневековья, улица играла роль одного из главных направлений на заглушецком пригороде Луцка. Вела от города на север и восток. Вдоль неё располагались в разное время до 10 культовых сооружений. После XVIII века улица стала интенсивнее развиваться, именно вдоль неё происходило развитие города на север. Улица с XIX века была главной в городе. В советское время стала пешеходной. На улице расположено несколько памятников архитектуры, улица играет роль важной торговой артерии города.

## История

### Появление улицы в эпоху Средневековья
Хотя Луцк как город формировался на островной части (историко-культурный заповедник когда-то был островом), однако территория прилегающих урочищ уже с VIII века составляла единый поселенческий комплекс вместе с островом. На это указывают археологические исследования, согласно которым на этих территориях наблюдается плотная жилая застройка, представлена остатками полуземляночных сооружений. Цепь поселений зафиксирована в виде сплошной полосы. Здесь в частности обнаружен богатый керамический комплекс и следы железообрабатывающего производства. От острове этот участок был отделён рекой Глушец. В XII веке из фонда князя Мстислава Владимировича на Святой горе этого пригорода был построен Пречистенский монастырь с церковью Успения Пресвятой Богородицы, до которого от островной части вела дорога. Именно это стало основной причиной развития дороги, которая стала называться Пречистенской. Оживлению улице способствовал тот факт, что в XIII веке Василько Романович фундував строительство Васильевского монастыря с церковью Святого Василия на соседней горке. Монахи этого монастыря занимались одним из госпиталей, расположенных в Окольном замке на острове.

### Литовский период. Развитие сети культовых зданий
С середины XIV века уже известно название территории — Помостичи. Здесь были достаточно мощные укрепления. Рельеф местности не только делал Помостичи удобной для хозяйственной жизни, но и для укрепления. Поэтому в княжеские времена здесь был насыпан только один вал с севера (теперь это улица Кривой Вал, которая пересекается с Леси Украинка). В это время на Помостичах были две башни: Малые ворота на севере и Глушецкая башня, которая находилась над мостом на реке Глушец к островной части. Дорога, которая соединяла эти башни, теперь является частью улицы Леси Украинки. В то время Пречистенская была одним из двух главных направлений на заглушецком пригороде и вела в монастырь и ворота. Вероятно, уже в XV веке Помостичи соединялись с островом Глушецким мостом. На площади рядом с Глушецкими воротами возле моста была торговая площадь.Пречистенский монастырь и крещатые овраги за ними были северный границы княжеского Луческа. Ситуация сохранялась и в более поздние времена. Скорее всего, именно в XV веке было построено большинство церквей на Помостичах вдоль главной дороги. В XVI веке существовали такие храмы : 
1. Святого Михаила.
2. Рождества Христова.
3. Святой Параскевы Пятницы.
4. Успения Пресвятой Богородицы Пречистенского монастыря.
5. Благовещение.
6. Святого Василия Васильевского монастыря.
7. Воскресения Христова.
8. Святого Креста.

С конца этого века улица начинает называться Олицкою.

### Время Короны
В конце XVI века за чертой города был построен костёл Святого Креста с монастырём. На рубеже веков именно по улице Олицкого происходили крестные ходы католического духовенства и прихожан от кафедры, расположенной у Окольного замка, до костёла Святого Креста.
В XVIII веке храм Святого Михаила был передан ордену тринитариев. Первоначально этот храм использовался ими, но через несколько лет на его месте конвент построил новый монастырский комплекс с костёлом в стиле барокко.
Примерно в это время название улицы изменилась с Олицкой на Дубновскую, поскольку ей происходила связь Луцка с Дубно. В конце этого века на так называемом Марсовом поле рядом с костёлом Святого Креста, который в то время уже принадлежал ордена бернардинцев, разместился один из конных полков Литовского корпуса. Здесь были построены казармы и конюшни.

### Новое развитие в Российской империи
После присоединения Волыни к Российской империи, конный полк Литовского корпуса был выделен в состав Луцкого гарнизона. Казармы надо было перенести в другое место. Причины, по которым активно осваивалась территория за северной границей города, побудили не только Дубновскую улицу, но и весь город расширяться на север. Древние укрепления и Малые ворота, которые располагались на улице, были ликвидированы в 1803 году. Улица Дубенская продлилась до военных казарм и вышла на поле между казармами и бернардинским костёлом. Это поле было упорядоченное и получило название парадной площади. Казармы перенесли. Улица не только стала главной артерией бывших Помостичив, но и приобрела стратегическое значение, поскольку именно ею происходил почтовый, торговый и другая связь с другими городами империи.
Во второй половине XIX века происходило значительное обновление улицы и её стремительное развитие. В 1860-х годах через Луцк провели Киево-Брестское стратегическое шоссе. И прошло оно по улице Дубенской. Это только подкрепило важность и престижность улицы. Она сразу же стала замощённой и получила новое название — Шосова. Город по немного перенёс общественные учреждения с острова в район улицы Шосовой. Центр Луцка медленно переместился на север вдоль этой улицы. В месте её выхода на Параднуюплощадь построили крытый цирк с аттракционами, а в 1870-х рядом с улицей, возле Тринитарского монастыря заложили первый городской публичный сад. Напротив него два электротеатра — «Модерн» и «Ренессанс».

#### Архитектурное разнообразие
Застройка улицы была разнообразной. Если в начале века архитектуре Шосовой (тогда ещё Дубновского) были присущи деревянные дома и такие, в которых первый этаж был кирпичным, а второй деревянным, то в последней трети ситуация резко изменилась. Улица обновилась в кирпиче. Здесь смешались много архитектурных стилей, популярных в то время в Европе. Место занял так называемый кирпичный нетинькований стиль, здания которого имеют богатое своеобразное декорирование, используется кирпич разных цветов и формы. На карнизах каждого дома улицы был оригинальный орнамент. Здания имели аттики различных форм. Очень распространённым был приём ставить скульптуры в нишах домов. Разноцветным кирпичом выделяли цоколь, перемычки, элементы карнизов, образовывали декоративные композиции из филёнок, которые изредка заполнялись барельефным орнаментом из алебастра. Кроме того, все дома имели много кованых элементов экстерьера: балконы, вазоны, решётки, козырьки, ограждения, перила и т. п.
На Шоссейной располагались самые престижные гостиницы «Версаль», «Бристоль», «Европейский», «Волынский», рестораны, знаменитое кафе «Турецкий кофе» и престижная чайная «Под шафраном» Луцкого общества трезвости. Обычно на первом этаже домов были разны магазинчики, а второй и третий отводились под конторы и жильё. В 1894 году по инициативе Луцкого Крестовоздвиженского братства на краю улицы была построена Иверская часовня. Чуть глубже был сооружён гранитно-бронзовый памятник императору Александру III. Также в это время на Шоссейной, луцкой семьёй домовладельцев и бизнесменов Кронштейны было построено несколько домов, которые стали украшением не только улицы, но и всего города. Одному из них был присущ стиль итальянского Возрождения, другой выполнен в стиле ропетовщины. В последнюю очередь была перенесена главная почта. Улица Шосова стала своеобразным архитектурным музеем: эклектичные, современные, сдержанные в цвете сооружения чередовались несколькими цветовыми произведениями кирпичного стиля. Наконец XIX века улица стала очень многолюдной, и были планы сделать её пешеходной, однако это произошло позже. В XX веке улицу переименовали в честь императора Николая II. В сентябре 1909 году в городе ввели электрическое освещение улиц. И именно улица Императора Николая II была первой освещена электричеством. Во время Первой мировой войны она носила название Главная.

### Межвоенное двадцатилетие
Уже в 20-х годах XX века, когда Волынь снова вошла в состав Польши, ситуация на улице несколько изменилась. После первой мировой, когда Главная была переполнена различными прифронтовыми управлениями, где в частности любили проводить время высшие военные чины того времени, улица обновляется. Название улицы изменяют: теперь она называется Ягеллонского. Проезжую часть замостили каменными шестиугольниками местного производства. Было реконструировано и возведено несколько новых сооружений. Среди них выделялся дом в стиле модерн, построенный акционерным обществом «Гранберг и Гринберг Стокгольм-Петербург». В целом улица была переполнена различными кондитерскими, кафе, ресторанами, отелями, клубами, книжными магазинами, обществами, магазинчиками, офисами. До 1927 года на улице располагалась главная почта. На Ягеллонской проводились различные демонстрации, бывавший Пилсудский.

### Советский период
После 1939 года название Ягеллонского изменили на Сталина и установили памятник вождю. Сегодня на месте памятника сквер, где также стоит памятник секретарю Волынской организации Коммунистической партии Западной Украины в межвоенный период Степану Бойко. Вторая мировая война принесла немалые руины на улицу Сталина. Половина застройки была разрушена бомбами. Среди них много домов кирпичного стиля, неоренессансный дом кронштейны и другие. В 1947 году разобрали Пятницкую часовню, которая стояла неподалёку. После войны улица стала называться Советской. Бывшие небольшие магазинчики объединялись, делались широкие витрины для торговли. Вследствие послевоенного восстановления вид улицы существенно изменился. В 1960-х годах была сожжена Иверская часовня. Впоследствии значение Советской как главной улицы теряется. Эту роль берёт на себя улица Ленина (теперь проспект Воли), которая от прежнего Бернардинского костёла шла на восток. В 1980-х годах на Советской провели реконструкцию, и она стала пешеходной. Многие дома отремонтировались, обновилась штукатурка, но почти ни один дом кирпичного стиля не был восстановлен. В начале 1990-х улица получила название Леси Украинки.

## Современный период
Теперь улица Леси Украинки — пешеходная улица, которая простирается от Старого города до центральной Театральной площади, одна из самых людных улиц центра города и Луцка вообще. Здесь, как и раньше, много сооружений общественного назначения. Есть рестораны, магазины, офисы, жильё, государственные организации. Среди последних:
- Луцкий горрайонный суд
- Управления образования областной администрации
- Медицинский колледж[10]

Также здесь расположена Галерея искусств, книжный пассаж; вдоль улицы в 2010 году был отреставрирован сквер, в котором установили знак городов-партнёров Луцка. Также было построено несколько новых сооружений.

## Дома
Улица Леси Украинки хранит немало домов разных эпох и стилей. Старые здания находятся в нижней части улицы возле Старого города, новые — в верхней рядом с Театральной площадью.
| Номер | Описание | Вид |
| ----- | --- | --- |
| 2     | Дом кронштейн. Построен в 1890—1894 годах. В 1928 году на этом доме был сбит декор и оштукатурен. Сейчас в здании находится медицинский колледж.                                                               |     |
| 5     | Найстаріш Старый дом на улице, возведённый в кирпичном стиле. Памятник архитектуры начала XIX века. Реставрирован.                                                                                             |     |
| 13    | Пример одного из видов декора домов на рубеже XIX-XX веков. Памятник архитектуры. На первом этаже магазин, на втором - жильё.                                                                                  |     |
| 32    | Дом в стиле модерн. Был построен в 20-х годах XX века обществом «Гранберг и Гринберг Стокгольм-Петербург». Сейчас помещение занимает ломбард, кафе и жильё.                                                    |     |
| 53    | Памятник архитектуры начала XX века. Единственный старый дом на улице Леси Украинка с сохранённым куполом оригинальной формы. Используется как банк и офисы. Располагается на пересечении с улицей Кривой Вал. |     |
| 61    | Эклектичное здание с признаками модерна и классицизма. Памятник архитектуры начала XX века. |     |

## Галерея
- Иверская часовня
- Открытка Первой мировой
- Вид улицы от площади Театральной
- Вид улицы
- Элемент фасада
- Балкон
- Трёхэтажный дом русского стиля
- Пересечение с улицей Крылова
- Сквер
- Шествие участников фестиваля «Полесское лето с фольклором» 2010